# Portada/efemèride març 6
Margaret Dumont a Una nit a l'òpera.
« 5 de març · 6 de març · 7 de març »